# Peter Berg
Peter Berg (n. Nueva York; 11 de agosto de 1964) es un actor, productor y director de cine estadounidense. Hijo de padre judío y madre católica.
Su papel más destacado es como el Dr. Billy Kronk en Chicago Hope desde 1995 a 1999 y en sus películas su colaborador frecuente es Mark Wahlberg.

## Filmografía
- 70 minutos para huir (1988)
- Shocker (1989)
- Crooked Hearts (1991)
- Late for Dinner (1991)
- Aspen Extreme (1992)
- Fire in the Sky (1993)
- The Great White Hype (1996)
- Cop Land (1997)
- Very Bad Things (1998) - Director
- The Rundown (2003) - director
- Collateral (2004)
- The Kingdom (2007) - director
- Hancock (2008) - Director
- Battleship (2012) - director
- Lone Survivor (2013) - Director
- Hercules: The Thracian Wars (2014)
- Deepwater Horizon (2016) - director
- Patriots Day (2016) - Director
- Mile 22 (2018) - Director
- Spenser Confidential (2020) - director
- Érase una vez el Oeste (2025) - director